# Ralph Mortimer (Politiker)
Sir Ralph Mortimer (auch Ralph III Mortimer) († vor 10. August 1274) war ein englischer Politiker.
Ralph Mortimer entstammte der ursprünglich anglonormannischen Familie Mortimer. Er war der älteste Sohn von Roger Mortimer of Wigmore und von dessen Frau Maud de Braose. Zusammen mit seinem Vater wurde er 1271 in ein Parlament berufen. Als sein Vater nach dem Tod von König Heinrich III. dem Regentschaftsrat angehörte, diente er nach dem Tod seines Onkels Hugh Mortimer of Chelmarsh von Januar 1273 bis August 1274 als dessen Nachfolger als Sheriff von Shrophshire und Staffordshire. Er starb jedoch bereits wenig später kinderlos. Daraufhin wurde sein jüngerer Bruder Edmund Mortimer, 1. Baron Mortimer der Erbe seines Vaters.